# ملکی مک‌کی
ملکی مک‌کی (انگلیسی: Malky Mackay؛ زادهٔ ۱۹ فوریهٔ ۱۹۷۲) بازیکن بازنشسته و مربی فوتبال فعلی اهل بریتانیا است.
از باشگاه‌هایی که در آن بازی کرده‌است می‌توان به باشگاه فوتبال وستهام یونایتد، باشگاه فوتبال نوریچ سیتی، باشگاه فوتبال سلتیک، باشگاه فوتبال کویینز پارک، و باشگاه فوتبال واتفورد اشاره کرد.
وی همچنین در تیم ملی فوتبال اسکاتلند بازی کرده‌است.

## دوران ملی
مک‌کی در طول ششمین و آخرین فصل حضورش در نوریچ، در سن ۳۲ سالگی، مسن‌ترین مردی شد که در ۳۷ سال اخیر اولین بازی خود را برای تیم ملی فوتبال اسکاتلند انجام داده‌است.
این در شکست ۱-۰ مقابل تیم ملی فوتبال دانمارک بود. مکی بعداً در پیروزی ۱-۰ مقابل استونی و پیروزی ۴-۱ مقابل ترینیداد و توباگو بازی کرد. در مجموع، مک‌کی پنج بازی ملی برای اسکاتلند انجام داد.